# Ampelocera macrocarpa
Ampelocera macrocarpa är en hampväxtart som beskrevs av E. Forero och A.H. Gentry. Ampelocera macrocarpa ingår i släktet Ampelocera och familjen hampväxter. Inga underarter finns listade i Catalogue of Life.